# Dyacopterus spadiceus
Dyacopterus spadiceus је врста слепог миша из породице великих љиљака (Pteropodidae).

## Распрострањење
Ареал врсте покрива средњи број држава. Врста је присутна у Тајланду, Индонезији, Филипинима, Брунеју и Малезији.

## Станиште
Станиште врсте су шуме. Врста је присутна на подручју острва Суматра и Борнео у Индонезији.

## Угроженост
Ова врста је на нижем степену опасности од изумирања, и сматра се скоро угроженим таксоном.